# Los Verdes (Chile)
Los Verdes fue un partido político chileno de ideología ecologista, existente entre 1987 y 2001, bajo la denominación de Alianza Humanista-Verde, junto al Partido Humanista de Chile, entre 1990 y 1995.

## Historia
A mediados de la década de 1980, los grupos ecologistas chilenos comienzan a participar de la actividad política, mediante los grupos ecopacifistas Futuro Verde, inspirados por la Comunidad para el Desarrollo Humano, ala cultural del Movimiento Humanista en el país. Tras dos años de activismo, deciden en 1987 constituirse como partido político, tomando el nombre de "Los Verdes". Sus líderes fueron los ecologistas Andrés Koryzma (quien asumió como su presidente), Ana L'Homme y Mario Aguilar.
En 1989 conforman parte de la «Internacional Verde» creada en Río de Janeiro, Brasil, y luego de haber apoyado el bloque de oposición a la dictadura militar de Augusto Pinochet en el plebiscito de 1988, integran la lista de la Concertación de Partidos por la Democracia para las elecciones parlamentarias de 1989, donde llevan dos candidatos; sin embargo, ninguno es electo, y su baja votación (0,22%) los obliga posteriormente a fusionarse con el Partido Humanista, constituyendo la Alianza Humanista-Verde (AHV).
En el gobierno del demócrata cristiano Patricio Aylwin algunos de sus miembros acceden a cargos gubernamentales, entre ellos, Pía Figueroa Edwards, quien asume como la primera mujer subsecretaria de Bienes Nacionales. En 1992 la Alianza Humanista-Verde integra nuevamente la lista de la Concertación, presentando 24 candidatos a alcalde, de los cuales 15 fueron elegidos como concejales (con un 0,82% de la votación nacional). Los tres miembros fundadores de Los Verdes fueron elegidos; Koryzma en Santiago, Aguilar en Macul y L'Homme en Quinta Normal.
En 1993 la Alianza-Humanista Verde deja la Concertación, y en las elecciones parlamentarias de 1993 se presenta como lista "La Nueva Izquierda", pero no obtiene diputados ni senadores. En 1995 el conglomerado vuelve a llamarse Partido Humanista y los fundadores de Los Verdes comienzan la legalización de un nuevo partido, el Partido Movimiento Ecologista, el que en 1998, al no obtener el 5% de la votación exigido por la ley para conservar la legalidad, vuelve a fusionarse con el  Partido Humanista.
Los Verdes apoyaron a Tomás Hirsch en la elección presidencial de 1999. En 2002 inicia un proceso de reorganización, sin embargo, no logra volver a constituirse como partido.

## Resultados electorales

### Parlamentarias
| Elección | Diputados | Diputados       | Diputados | Senadores    | Senadores    | Senadores    |
| Elección | Votos     | % de votos      | Escaños   | Votos        | % de votos   | Escaños      |
| -------- | --------- | --------------- | --------- | ------------ | ------------ | ------------ |
| 1989     | 14 942    | \| \| 0,22 % \| | 0/120     | No participó | No participó | No participó |
|          | 0,22 %    |                 |           |              |              |              |